# Jailbreak (film, 2017)
Pour les articles homonymes, voir Jailbreak.
Pour plus de détails, voir Fiche technique et Distribution.
Jailbreak est un film d'action cambodgien réalisé par Jimmy Henderson, sorti en salles dans son pays en 2017 et distribué sur Netflix en 2018.

## Synopsis
La police cambodgienne arrête un gangster surnommé Playboy, soupçonné d'être le chef du gang Butterfly. Une équipe formée de trois officiers de police cambodgiens et d'un policier franco-cambodgien en mission de coopération est chargée d'escorter Playboy en prison. Mais le malfaiteur révèle qu'il n'est pas le vrai chef de la bande, dont il se dit prêt à révéler l'identité aux autorités.
Madame Butterfly véritable chef du gang, met à prix la tête de Playboy pour empêcher ce dernier de parler. Alors que Playboy vient d'arriver sur son lieu de détention, une émeute éclate dans la prison, où tous les détenus tentent, pour toucher la récompense, de mettre la main sur lui. Les policiers de l'escorte, qui se préparaient à quitter les lieux, doivent affronter les détenus en révolte pour sauver leur vie et protéger leur témoin-clé. Ils sont également confrontés à Madame Butterfly qui, accompagnée d'une équipe de tueuses, vient terminer le travail elle-même.

## Autour du film
Le projet de Jailbreak est né du désir de Loy Te, producteur franco-cambodgien, de revitaliser le cinéma cambodgien — au stade embryonnaire depuis la période khmère rouge, et dominé par les comédies romantiques et les histoires de fantômes — en proposant au public local des productions différentes et susceptibles de s'exporter. La société de Loy Te, Kongchak Pictures, a ainsi produit en 2013 le film d'horreur Run, et en 2015 le film d'action Hanuman, réalisé par Jimmy Henderson, un cinéaste italien expatrié au Cambodge.
Après la sortie de Hanuman, Jimmy Henderson a commencé à travailler sur le projet d'un nouveau film d'action, dont le récit se déroulerait dans un lieu unique. Les rôles principaux ont été confiés à Dara Our, qui jouait le héros dans Hanuman, à la combattante de MMA Tharoth Sam, au cascadeur franco-cambodgien Jean-Paul Ly, et à Céline Tran, précédemment vedette du cinéma pornographique sous le nom de Katsuni. Dès son tournage, Jailbreak a été annoncé comme pouvant être au cinéma cambodgien ce que The Raid a représenté pour le cinéma indonésien.
Les scènes d'action de Jailbreak mettent notamment en valeur l'art martial cambodgien du Bokator ; le film fait également une place à l'humour. Kmeng Khmer, un duo de rappeurs très populaire au Cambodge, a composé des morceaux pour la bande originale.

## Accueil
La sortie au Cambodge de Jailbreak, fin janvier 2017, a été accompagnée par une intense campagne de publicité, reposant en partie sur le marketing viral. Le film a été adapté sous la forme d'un jeu vidéo pour téléphone mobile, dont l'application a été téléchargée, au moment de la sortie, par 58 000 personnes au Cambodge.
Au Cambodge, Jailbreak un succès commercial exceptionnel pour une production locale et bénéficié d'un bon accueil critique,. M, le magazine du Monde juge que « même si les décors de la prison (reconstituée dans une école désaffectée aux abords de Phnom Penh) fleurent le carton-pâte, Jailbreak est un bond en avant dans le cinéma cambodgien », et apprécie la présence de « personnages féminins forts », inhabituels dans les films locaux. Jailbreak est rapidement vendu dans d'autres pays asiatiques, comme la Chine et la Corée du Sud.
The Hollywood Reporter compare le film à ce qu'ont été Ong-bak pour la Thaïlande et The Raid pour l'Indonésie, et considère Jailbreak, malgré une certaine baisse de rythme dans sa dernière partie, comme un film d'action puissant et efficace, qui met en valeur les talents du cinéma cambodgien. Variety juge également qu'en dépit de quelques défauts et d'un budget réduit, Jailbreak bénéficie d'une mise en scène énergique et de scènes d'action remarquables. En juillet 2017, le film est présenté au festival FanTasia de Montréal, où il remporte deux prix, l'un décerné par le jury pour récompenser des scènes de combat inspirées et originales et l'autre par le public dans la catégorie des films les plus innovants.
Jailbreak est distribué sur Netflix à partir de mai 2018.

## Fiche technique
- Titre original : Jailbreak
- Réalisation : Jimmy Henderson
- Scénario : Jimmy Henderson, Michael Hodgson
- Musique : Kmeng Khmer, Fabio Guglielmo Anastasi[7]
- Producteur : Loy Te
- Société(s) de production : Kongchak Pictures
- Photographie : Godefroy Ryckewaert
- Chorégraphie des combats : Dara Our, Jean-Paul Ly[7]
- Costumes : Remy Hou
- Direction artistique : Samnang Pak
- Budget : 240000 dollars[6]
- Pays d'origine :   Cambodge
- Langue originale : khmer, anglais, français[1]
- Format : couleur - numérique
- Genre : Action
- Durée : 100 minutes
- Dates de sortie :
  - 31 janvier 2017 (en salles, Cambodge)
  - 2 mai 2018 (sur Netflix)

## Distribution
- Jean-Paul Ly : Jean-Paul, l'officier de police franco-cambodgien
- Dara Our : Dara
- Tharoth Sam : Tharoth
- Céline Tran : Madame Butterfly
- Dara Phang : Sucheat
- Savin Phillip : Playboy
- Laurent Plancel : Suicide
- Sisowath Siriwudd : Bolo
- Rous Mony : Scar
- Eh Phuthong : le cannibale
- Kong Ka Chan, Dy Sonita, Chiva Pech, Georgina Tan : les femmes de main de Madame Butterfly
- Sok Visal : colonel Pros

## Récompenses
- Festival FanTasia de Montréal : prix spécial décerné par le jury dans la catégorie « film d'action », troisième prix du public dans la catégorie « long-métrage le plus innovant »[10]